# Битва при Гранике
Би́тва на реке́ Гра́ник (др.-греч. Μάχη του Γρανικού) (334 год до н. э.) — сражение между македонской армией Александра Великого и войском персидских сатрапов на реке Граник в Малой Азии.
Весной 334 года до н. э. войско Александра переправилось из Македонии в Азию через Геллеспонт. Персидские сатрапы на военном совете отклонили предложение Мемнона, который стремился избежать битвы. По мнению Мемнона, персам следовало «отступать, вытаптывать подножный корм конницей, жечь урожай и не щадить даже своих городов». В таких условиях из-за отсутствия провианта для своего войска Александр не смог бы долго находиться в стране.
Персидское войско встретило македонян на высоком правом берегу реки Граник. Александр Македонский подошёл к реке во второй половине дня на четвёртом дне марша. Наиболее опытный военачальник македонского войска Парменион предлагал дать войску передышку. Александр напротив принял решение незамедлительно начать сражение. Одной из причин поражения персов стала неудачная диспозиция их войска — спереди расположилась конница, а сзади пехота. Во время сражения Александр чуть не погиб. Молодого царя спас военачальник Клит.
После победы в битве при Гранике войско македонян продолжило завоевание Малой Азии. Победа над персами оказала большое влияние на колеблющиеся полисы Эллады. На сторону Александра перешла большая часть городов Малой Азии, включая Сарды, в которых находилась царская казна.

## Предыстория

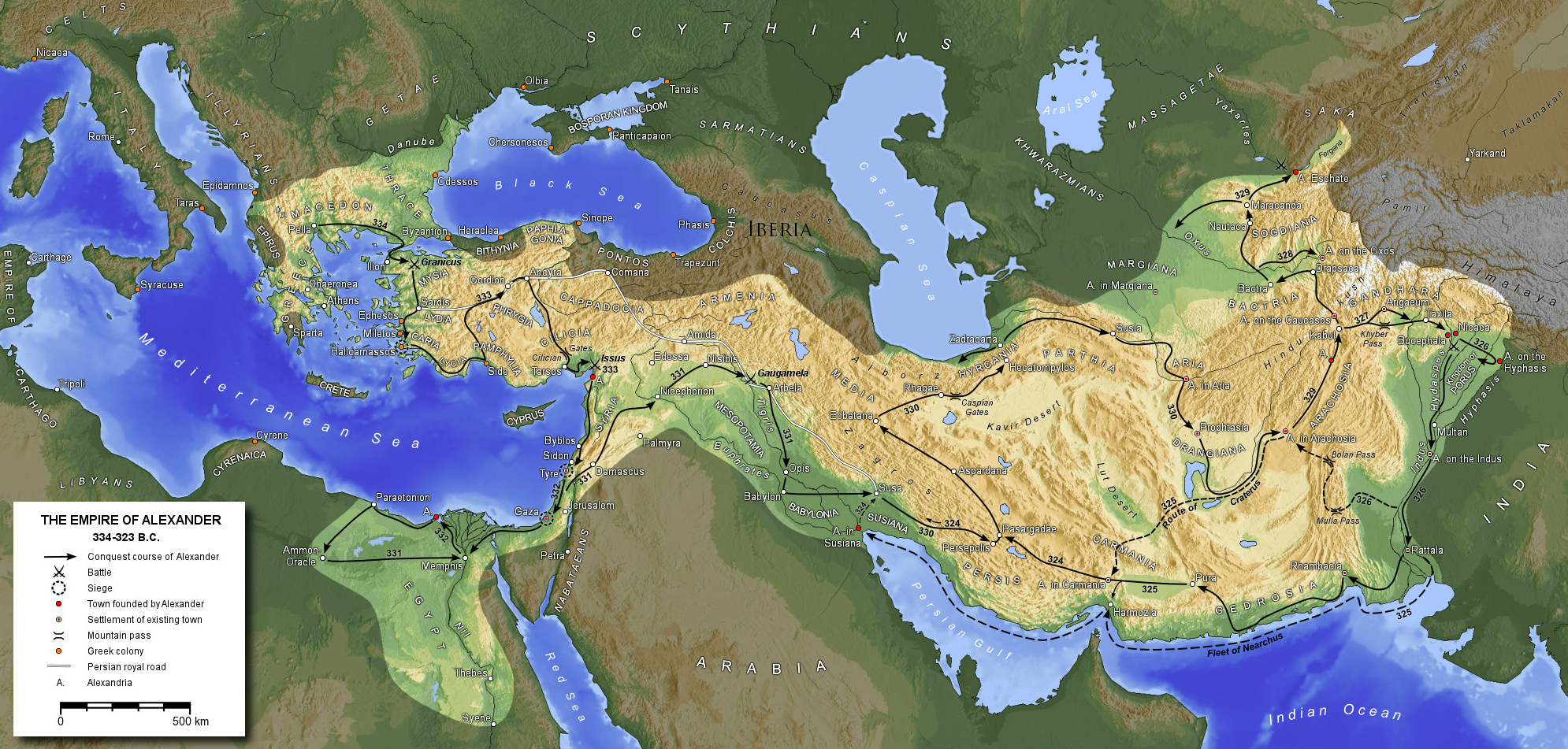
Место битвы на карте империи Александра

Подготовка к войне Македонии против империи Ахеменидов была начата ещё при отце Александра Филиппе II. Весной 336 года до н. э. десятитысячное войско под командованием Пармениона и Аттала было переброшено через Геллеспонт. Однако действия персидского полководца Мемнона нарушили планы македонян. Ход военной кампании также затормозило убийство Филиппа II и смерть одного из военачальников Аттала. Парменион в одиночку не мог противостоять персидскому войску Мемнона. По факту, на момент перехода войска Александра через Геллеспонт, македоняне удерживали лишь Абидос и Ретейон. Впоследствии Мемнону ставили в вину, что он не очистил всё побережье Малой Азии от македонян, тем самым оставив для Александра возможность беспрепятственного перехода через Геллеспонт. Вторжение Александра в Азию началось через два года после смерти его отца Филиппа II, весной 334 года до н. э. В течение первых лет царствования он был занят походами против ряда фракийских и иллирийских племён на северных границах и усмирением восставших против македонской гегемонии Фив в Греции. Историки не сомневаются, что персидские сатрапы на момент высадки Александра уже собрали свои войска.
Арриан описывает военный совет персидских военачальников, который состоялся у города Зелея после получения информации о пересечении македонянами Геллеспонта. Речь на совете шла о стратегии ведения войны, а не об организации обороны. На совете присутствовали как персидские сатрапы — Киликии Арсам, Ионии и Лидии Спифридат, Геллеспонтской Фригии Арсит, так и военачальники — Мемнон, Реомифр, Петин и Нифат.
Согласно античным источникам, военачальник Мемнон предложил не вступать в бой, а «отступать, вытаптывать подножный корм конницей, жечь урожай и не щадить даже своих городов». По его мнению, Александр со своим войском не смог бы долго находиться в стране, в которой не найдёт провианта. По мнению современных историков, предложенная Мемноном стратегия была наиболее эффективной в тех условиях. В момент высадки Александра в Азии войско македонян обладало провиантом всего на десять дней. Новый урожай ещё не созрел, и, в случае уничтожения запасов провизии в городах, войско Александра оказалось бы в крайне плачевном состоянии. Подвоз провианта из Македонии с учётом господства персидского флота на море был также весьма затруднительным.
Персидские военачальники отвергли предложенный Мемноном план. Диодор Сицилийский писал, что решение вступить в битву было принято большинством голосов. В изложении Арриана, главным оппонентом Мемнона выступил Арсит, который заявил, «что он не допустит, чтобы у его подданных сгорел хоть один дом». Современные историки выделяют несколько мотивов такого решения. Мемнон для персов был греком, к которому они относились не только с недоверием, но и воспринимали в качестве потенциального политического конкурента. «Тактика выжженной земли», которую предлагал Мемнон, могла вызвать восстание среди местного населения. Местные крестьяне не согласились бы уничтожить своё имущество и стать беженцами, а на реализацию плана у персов не хватило бы сил. Также вызывает сомнение возможность персов обеспечить полную морскую блокаду. Возможно, план Мемнона был сложнее и предполагал не только «тактику выжженной земли», но и маневрирование, направленное на истощение армии Александра, соединение с пополнениями, которые могли собрать персы. Также нельзя исключать и прямой приказ Дария III разбить Александра в первом же решающем сражении. О недоверии персов к Мемнону также свидетельствует его незначительная роль во время самого сражения, в котором он командовал только контингентом собственных всадников.

## Силы и диспозиция сторон. Выбор места битвы
Сказав это, он [Александр] отправил Пармениона командовать левым крылом, а сам пошёл на правое. Впереди на правом крыле стоял перед ним Филота, сын Пармениона, с «друзьями»-всадниками, лучниками и агрианами-дротометателями. За ним стоял Аминта, сын Аррабея, со всадниками-сариссоносцами; пеоны и ила Сократа. Рядом с ними стояли из «друзей» щитоносцы под командой Никанора, сына Пармениона; за ними фаланга Пердикки, сына Оронта; потом фаланги Кена, сына Полемократа; Аминты, сына Андромена, и те, которых вёл Филипп, сын Аминты. На левом крыле первыми стояли фессалийские всадники, которыми командовал Калат, сын Гарпала. За ними находились всадники союзников, которых вел Филипп, сын Менелая, а за ними фракийцы, которых вёл Агафон. Рядом стояла пехота: фаланги Кратера, Мелеагра и Филиппа, занимавшие место до середины всего строя.
Оценка количества персидских войск в битве при Гранике разнится в античных источниках. Арриан пишет о 20 тысячах всадников и 20 тысячах греческих наёмников. Диодор сообщает о 10 тысячах всадников и 100 тысячах пеших воинов, а Юстин оценивает общее количество воинов в 600 тысяч человек. В современной исторической литературе наиболее соответствующими действительности считают данные Арриана, хотя и они вызывают сомнение. Так, обращает на себя внимание равное количество конницы и пехоты у персов, что является уникальным случаем для сражений античного мира. Также вызывает сомнение, что вся пехота персов состояла исключительно из греческих наёмников без участия местных контингентов. Александр пересекал Геллеспонт с 32 тысячами пехоты и 5 тысячами конницы. Если учесть, что к войску македонского царя присоединился азиатский контингент в области Абидоса, то его общая численность могла достигать 50 тысяч.
Персидское войско находилось на высоком правом берегу реки Граник. Персидское командование решило использовать естественное препятствие, чтобы увеличить силу обороны своих войск. В этом месте, по утверждению Плутарха, располагались «ворота Азии», без обладания которыми Александр не мог бы начать вторжение вглубь державы персов. Обрывистость и крутизна берега предполагала создание сложностей для македонян при форсировании реки. Битва при Гранике вошла в историю военного искусства в качестве одного из первых примеров использования особенностей местности для усиления обороны своих войск. Также, по утверждению Плутарха, персы учитывали македонский обычай не начинать походы в месяце десии. Александр также учёл вековую традицию и приказал называть этот месяц вторым артемисием.
В первой линии находились всадники, за которыми расположилась пехота. По мнению Ю. Дейвиса и У. Д. Маккоя, такая диспозиция персидского войска была связана с нежеланием персов делить лавры победы с греческими наёмниками или с недоверием к грекам, которые в любой момент могли перейти на сторону своих соплеменников. По мнению Э. Бэдиана, напротив, расположение конницы впереди пехоты имело рациональное обоснование с точки зрения военной целесообразности. Историк А. К. Нефёдкин предположил, что тактика персидских военачальников состояла в закреплении пехотой успехов конницы, либо, напротив, защиту отступающих всадников. Ещё по одной версии план персов был прост — опрокинуть македонян в реку и тем самым выиграть битву. Такое расположение войск было крайне неудачным и стало одной из причин поражения персов. Сильная в наступлении персидская кавалерия в оборонительном бою теряла не только качественное, но и количественное преимущество.

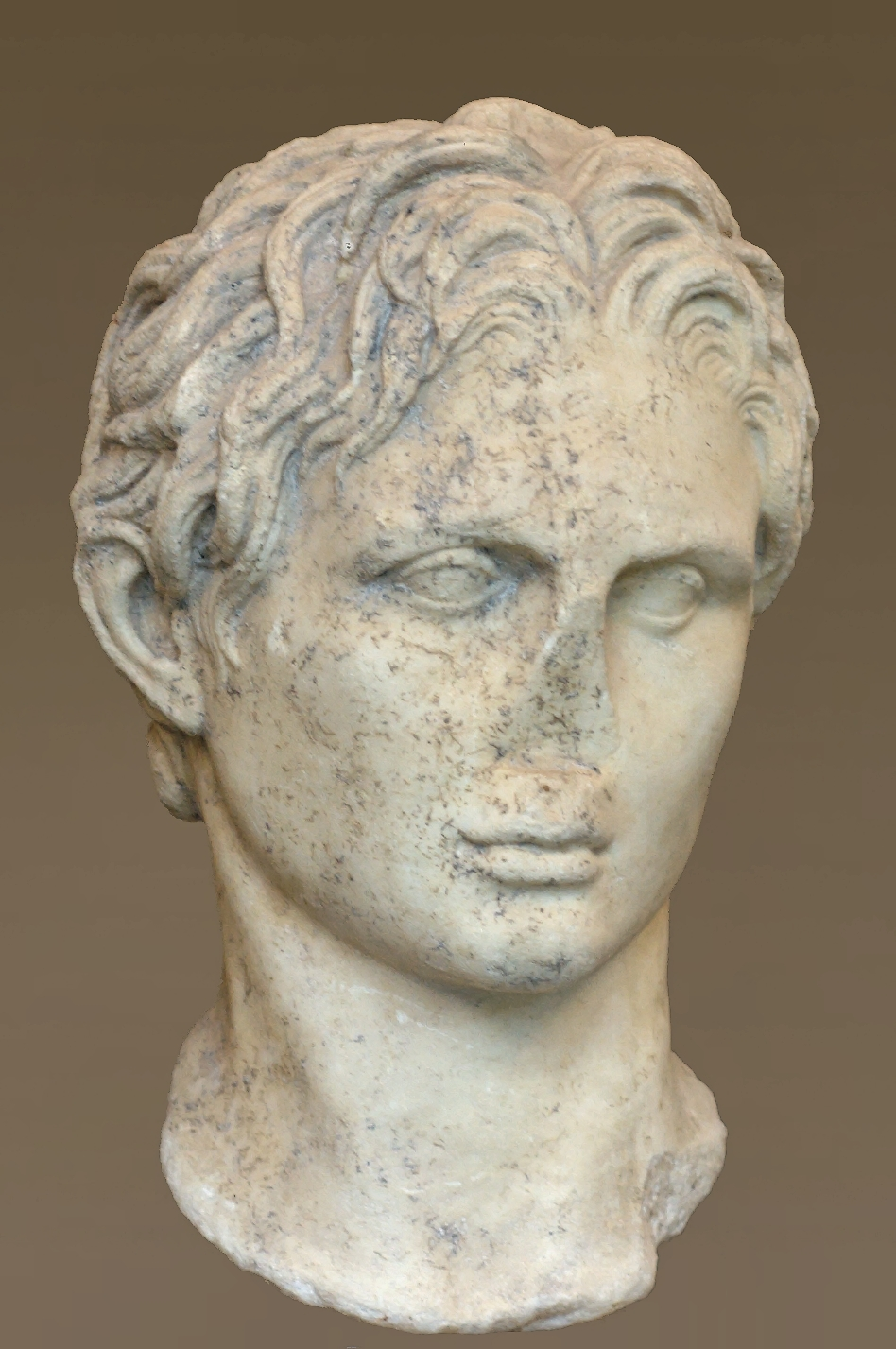
Бюст Александра Македонского. Копия фрагмента статуи авторства Лисиппа из скульптурной группы посвящённой битве при Гранике
Глиптотека, Мюнхен, Германия

На момент начала сражения Александр знал о расположении персидского войска от своих разведчиков под командованием Гегелоха. Детальное описание расположения македонского войска привёл Арриан. В центре Александр разместил пехоту, а на флангах — конницу. Командование конницей на левом фланге было поручено Пармениону, а на правом находился сам Александр. При Гранике Александр разделил конницу на несколько отрядов, каждый из которых представлял отдельное тактическое соединение. Македонский царь впервые использовал данный род войск в качестве основной ударной силы.
Македоняне подошли к Гранику на четвёртый день марша во второй половине дня. Александр приказал незамедлительно вступить в бой. Такая инициатива молодого царя вызвала несогласие со стороны одного из наиболее опытных военачальников Пармениона. Он указывал на общую усталость войска и предлагал перенести начало битвы на следующее утро. Однако Александр решил использовать фактор неожиданности и приказал своим воинам готовиться к битве. Также, согласно Плутарху, Парменион указывал, что переправа через Граник рискованна, особенно под вечер, на что Александр ответил, что «ему будет стыдно перед Геллеспонтом, если, переправившись через пролив, он убоится Граника». По мнению историка А. Е. Разина, предложение Пармениона предполагало остановиться на ночёвку, а с утра начать форсирование реки. Военачальник считал, что персы на ночь будут вынуждены отойти в свой лагерь. Такая медлительность, по мнению Александра, ободрила бы персов и негативно подействовала бы на македонян. Описание хода битвы в различных античных источниках разнится. Так, к примеру, согласно Диодору Сицилийскому Александр спокойно пересёк реку на рассвете и выстроил войско в боевой порядок.

## Ход битвы

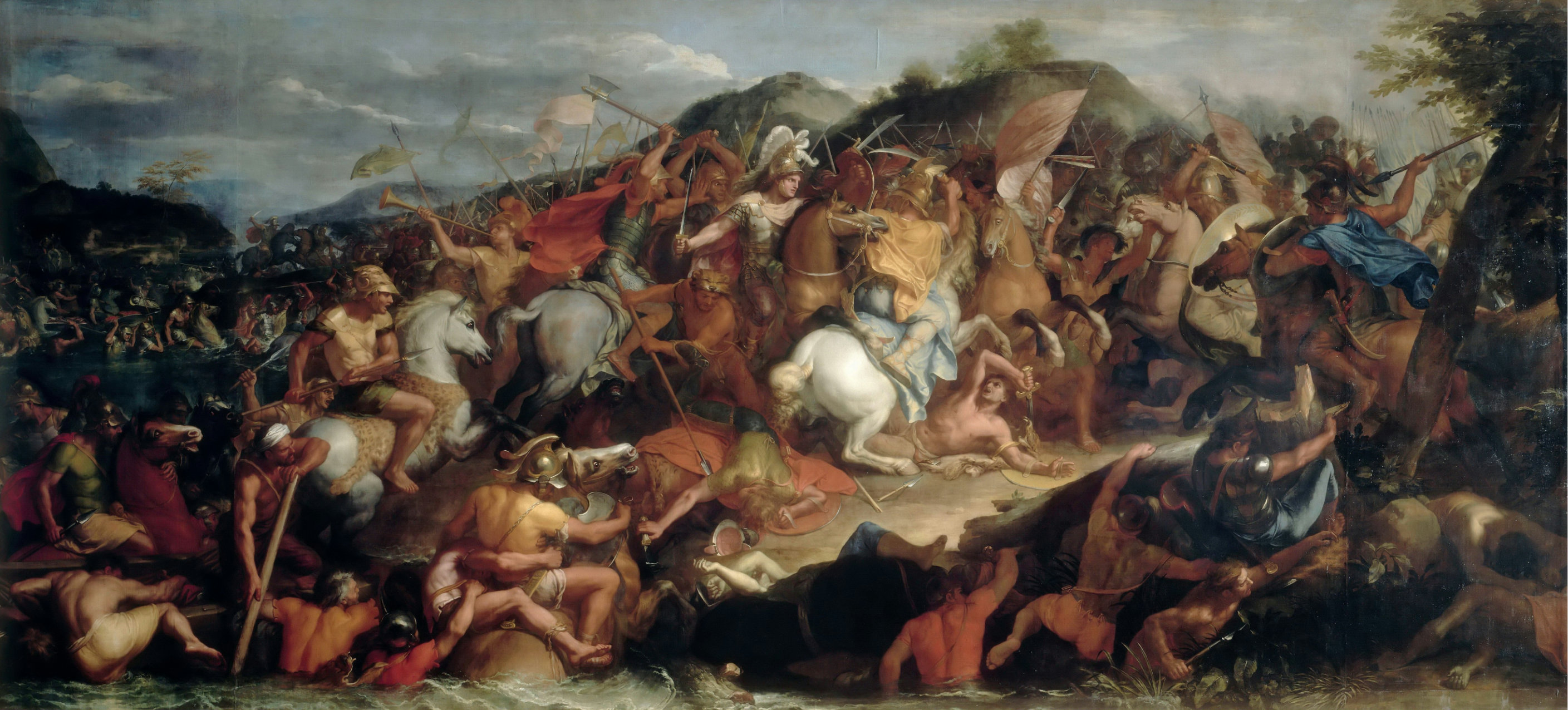
Ш. Лебрен, «Битва при Гранике». 1665. Лувр, Париж

Историк Н. Хаммонд назвал битву при Гранике одним из наиболее загадочных сражений в истории по трём причинам — разночтении деталей в античных источниках, необоснованности манёвров и диспозиции сторон, а также несоответствии описания места битвы современным характеристикам береговой линии реки Граник. Это приводит к появлению разных интерпретаций деталей сражения в научных статьях. Как бы то ни было, историки выделяют в битве при Гранике три отдельных фазы: неудачную атаку авангарда македонян, последующее сражение с персидской конницей, которое началось с манёвра Александра, и затем уничтожение пехоты наёмников.
Первыми в бой вступили отряды кавалерии из ил Сократа под командованием Птолемея и Аминты на правом фланге, которые понесли потери и отступили. Тогда речку форсировал сам Александр со своими гетайрами в сопровождении отрядов лёгкой пехоты, после чего в бой пошла пехота. Александр постарался вклиниться между левым флангом и центром персов. Появление на поле сражения македонского царя сделало сражение ещё более ожесточённым. Гибель или взятие в плен Александра могли в один момент закончить войну. Поэтому персы поступили неосторожно и бросились навстречу гетайрам, чем совершили фатальную для себя ошибку. Они не только потеряли манёвренность, но и не учли преимуществ македонян в ближнем бою. Кривые сабли персов не могли пробить прочные панцири воинов противника. Туда, где в стане персидской конницы возникала брешь, устремлялись фалангиты, которые наносили удары не только по всадникам, но и по лошадям.

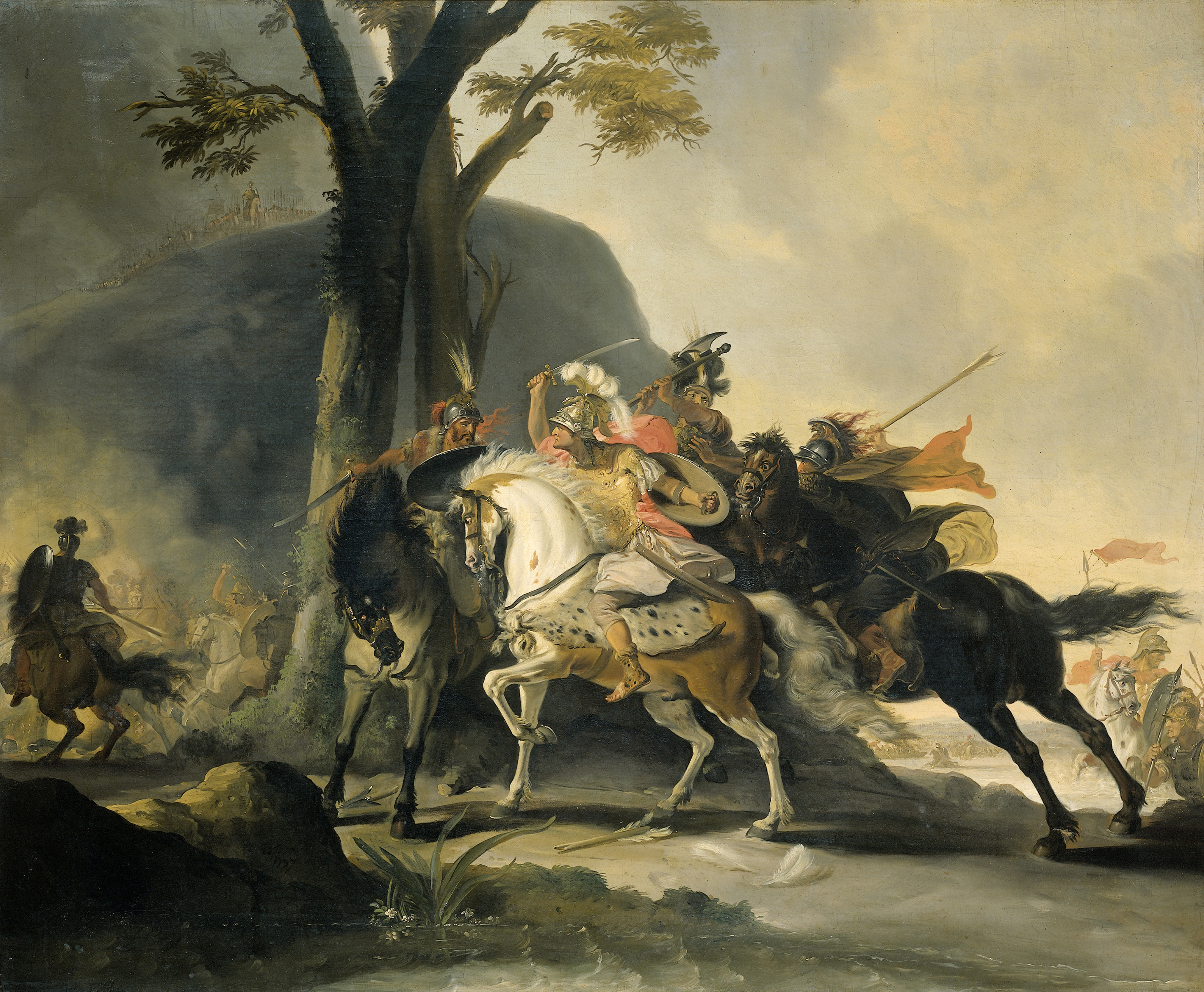
К. Трост, «Александр в битве при Гранике против персов». 1737. Государственный музей Твенте, Энсхеде, Нидерланды

Во время сражения чуть не погиб и сам Александр. Античные источники приводят несколько версий происшествия. Наиболее ярко историю описал Плутарх, который позаимствовал информацию у историка Хареса. Во время сражения на Александра одновременно бросились два персидских военачальника Спифридат и Ресак. Спифридат ударом сабли срезал гребень с перьями со шлема Александра. Он готовился нанести второй удар, когда был сражён копьём командира царской агемы (элитного эскадрона гетайров, всегда находившегося возле царя во время битв) Клита. У Квинта Курция Руфа, Клит отрубил руку Ресаку, когда тот готовился убить Александра. У Арриана Александр лично убил копьём зятя Дария Митридата, а Клит отсёк руку Спифридата, который находился сзади Александра и занёс кинжал. Диодор Сицилийский писал, что Ресак первым ударом оглушил Александра. Когда он вторым ударом собирался убить царя, Клит отрубил персу руку. Ещё по одной легенде, во время сражения у Александра сломалось копьё и он попросил другое у царского стремянного Ареты. Однако тот не смог помочь, так как сам участвовал в сражении со сломанным копьём. Достоверность и точность передачи деталей битвы подвергается сомнению. По всей видимости, первоисточником стал труд летописца при армии Александра Каллисфена. Историк, который был с Клитом в хороших отношениях, в своём сочинении повторял гомеровский стиль с его мономахиями.
В конечном итоге яростные атаки македонян сломили сопротивление персидской конницы. Первыми дрогнули персы на «александровом» фланге, затем в центре и на правом фланге. Пехота располагалась на возвышенности во второй линии и не принимала участия в сражении персидской конницы. Греческая наёмная пехота на стороне персов была окружена и уничтожена. Таким образом македоняне смогли разбить войско противника по частям. Из 20 тысяч греческих наёмников в плен было взято лишь две тысячи воинов, которых впоследствии отправили на каторжные работы. Такую судьбу пленных историки связывают с отношением Александра и македонян к грекам на службе у персов как к изменникам и предателям общеэллинского дела.
Потери македонян, согласно античным источникам, были незначительными. Арриан пишет о 25 гетайрах, более 60 всадниках и около 30 фалангитах; Юстин — девяти пехотинцах и 120 всадниках; Плутарх с отсылкой к Аристобулу — 34 воинах, из которых девять были пехотинцами. Также под Александром был убит конь. Потери персов были несопоставимо бо́льшими. Согласно Арриану они составляли тысячу всадников и практически всю пехоту (две тысячи воинов которой попали в плен); Диодору Сицилийскому — более десяти тысяч пехоты, не менее двух тысяч всадников и больше двадцати тысяч пленных; Плутарху — двадцать тысяч пехотинцев и две тысячи пятьсот всадников. Марк Юниан Юстин охарактеризовал потери персов просто как «великое множество». Кроме количества персов античные источники приводят имена множества погибших военачальников — Нифат, Петин, Спифридат, Митробузан, Митридат, Арбупал, Ресак, Фарнак и Омар. Диодор Сицилийский среди прочих «похоронил» в битве при Гранике Атизия, которого, согласно тому же автору, повторно убили в 333 году до н. э. Арсит, которого считали виновником поражения, бежал, после чего покончил жизнь самоубийством. М. В. Нечитайлов считает, что потери персов не были громадными, а составляли лишь девятую часть всего личного состава. После кратковременного сопротивления конница бежала, после чего погибла, либо была взята в плен, вся наёмная греческая пехота. Впоследствии разные греческие полисы отправили посольства (афинским руководили Парал, Ахилл и Диофант) с просьбой освободить их граждан. Александр пошёл навстречу грекам и отпустил пленных по домам.

## Итоги битвы
После сражения Александр проявил большую заботу о раненых македонянах. Убитых похоронили с воинскими почестями на поле боя. Их родственников освободили от налогов. Таким образом македонский царь приобретал популярность не только благодаря своим качествам полководца и героизму, но и соучастием в судьбе обычных воинов.
Победа при Гранике имела большое влияние на колеблющиеся полисы Эллады. Моральная составляющая победы заключалась в том, что битва показала преимущество македонского войска над персидским. До 334 года до н. э. греки считали персидскую конницу непобедимой на равнине. После поражения персов македонянам без боя сдались большая часть городов Малой Азии, включая Сарды, в которых находилась царская казна. Сопротивление войску Александра оказали только приморские города Милет и Галикарнас, где развернулись очередные сражения.
Первая победа Александра Македонского над персами обеспечила ему создание плацдарма в Азии для дальнейшего наступления. Сколь бы знаменательной ни была победа, она не обеспечивала беспрепятственного завоевания всей Малой Азии. Армии сатрапов под Граником не были основными силами империи Ахеменидов, соответственно их поражение не было фатальным для Дария III.

## Историография
Наиболее ранние научные работы о битве при Гранике были посвящены топографии, а именно идентификации места сражения. Первым, кто начал изучать данный вопрос, стал немецкий географ и картограф Генрих Киперт. По его мнению, битва произошла в долине реки Коджабаш. Именно мнение Г. Киперта относительно места сражения стало общепринятым в историографии.
Среди научных работ, которые рассматривали непосредственно ход сражения, следует выделить статьи В. Юдеиха и К. Леманна. Среди прочего В. Юдеих создал детальную схему сражения, а также доказывал, что протяжённость фронта составляла 2—2,5 км.
Отдельный интерес у историков вызывала диспозиция персидского войска. Также историки обращают внимание на тактические особенности сражения, приводят различные оценки возможных сил сторон, изучают мотивы тех или иных действий персидских и македонских военачальников.
В 1974 году была опубликована первая и на 2022 год единственная монография о битве при Гранике Никоса Николициса. Эта работа стала классическим исследованием источников с помощью сравнительно-исторического метода и собственных толкований. На сегодняшний день, по мнению историка А. К. Нефёдкина, книга является наиболее полным исследованием о сражении при Гранике.

### Исследования
- Белох К. Ю. Греческая история: в 2 т. / пер. с нем. М. О. Гершензона; под ред. и со вступ. ст. Ю. И. Семёнова. — М.: Государственная публичная историческая библиотека России, 2009. — Т. 2: Кончая Аристотелем и завоеванием Азии. — ISBN 978-5-85209-215-1.
- Гафуров Б. Г., Цибукидис Д. И. Александр Македонский и Восток. — М.: Наука, 1980.
- Дройзен И. Г. История эллинизма. История Александра Великого. — М.: Академический проект, 2011. — 623 с. — (Технологии истории). — ISBN 978-5-8291-1304-9.
- Кембриджская история древнего мира / под редакцией Д.-М. Льюиса, Дж. Бордмэна, С. Хорнблоуэра, М. Оствальда. Перевод, научное редактирование, примечания А. В. Зайкова. — М.: Ладомир, 2017. — Т. VI. Четвёртый век до нашей эры. Второй полутом. — 720 с. — ISBN 978-5-86218-542-3.
- Клейменов А. А. Тактика «выжженной земли» или открытое сражение: выбор стратегии персидским командованием в 334 г. до н. э. // Научные ведомости Белгородского государственного университета. Серия История. Политология. — 2016. — Вып. 236, № 15. — С. 20—28. — ISSN 2075-4558.
- Нефёдкин А. К. Битва при Гранике в современной историографии // Альманах Славяно-греко-латинского кабинета Приволжского федерального округа. «Thesaurus scientiarum et virtutum. Сокровищница знаний и добродетелей». — Нижний Новгород: Нижегородский государственный лингвистический университет им. Н. А. Добролюбова, 2012. — Вып. 3—4. — ISBN 978-5-85839-240-8.
- Нефёдкин А. К. Традиции военного дела эпохи Ахеменидов в Сасанидском Иране // Мнемон: исследования и публикации по истории античного мира. — 2014. — № 14. — С. 185—192. — ISSN 1813-193X.
- Нечитайлов М. В. Полевая армия ахеменидской Малой Азии: битва при Гранике // Воин. — 2011. — Вып. 15. — С. 2—12.
- Никоноров В. П., Холод М. М. Походы Александра Великого // Мнемон. Исследования и публикации по истории античного мира  / Под редакцией професора Э. Д. Фролова. — СПб., 2004. — Вып. 3. — С. 107—134.
- Разин Е. А. Глава третья. Военное искусство древней Македонии и эллинистических государств. 2. Развитие военного искусства в ходе войны Македонии с Персией. Первый период войны — утверждение македонской армии в бассейне Эгейского моря // История военного искусства. — СПб.: Полигон, 1999. — Т. 1. История военного искусства XXXI в. до н. э. — VI в. н. э.. — 560 с. — ISBN 5-89173-039-1.
- Сивкина Н. Ю., Новосильнов А. С. Роль конницы в битвах Филиппа II и Александра Македонского // Эпохи. Люди. Идеи. История, культура и творчество в персоналиях. Сборник докладов Международной научной конференции «XLIII Добролюбовские чтения» и Всероссийской (с международным участием) научно-практической конференции «Оный Его Величеству весьма нравится». — Нижний Новгород, 2019. — С. 38—42.
- Холод М. М. О Менторе и Мемноне Родосских: один сюжет из их биографий // Мнемон: Исследования и публикации по истории античного мира. — 2018. — № 18—1. — С. 277—295. — ISSN 1813-193X.
- Шахермайр Ф. Александр Македонский. — Ростов-на-Дону: Феникс, 1997. — 576 с. — ISBN 5-85880-313-Х.
- Шофман А. С. Восточная политика Александра Македонского / Печатается по постановлению редакционно-издательского совета Казанского университета. Отв. редактор В. Д. Жигунин. — Казань: Издательство Казанского университета, 1976.
- Billows R. Antigonos the One-eyed and the Creation of the Hellenistic State (англ.). — Berkeley; Los Angeles; London: University of California Press, 1997. — ISBN 0-520-06378-3.
- Develin R. Athenian Officials 684-321 BC (англ.). — Cambridge; New York; New Rochelle; Melbourne; Sydney: Cambridge University Press, 1989. — ISBN 0-521-52646-9.
- Devine A. M. Demythologizing the Battle of the Granicus (англ.) // Phoenix. — Classical Association of Canada, 1986. — Vol. 40. — P. 265—278. — JSTOR 1088843.
- Hammond N. G. L. The Battle of the Granicus River (англ.) // The Journal of Hellenic Studies. — The Society for the Promotion of Hellenic Studies, 1980. — Vol. 100. — P. 73—88. — ISSN 0075-4269. — doi:10.2307/630733. — JSTOR 630733.
- Heckel W. Who's Who in the Age of Alexander the Great: Prosopography of Alexander's Empire (англ.). — Malden; Oxford; Carlton: Blackwell Publishing, 2006. — ISBN 1-4051-1210-7.
- Heckel W. Alexander’s Marshals. A study of the Makedonian aristocracy and the politics of military leadership (англ.). — 2nd. — London; New York: Routledge, 2016. — ISBN 978-1-138-93469-6.
- Heckel W. Who's Who in the Age of Alexander and his Successors. From Chaironea to Ipsos (338—301 BC) (англ.). — Barnsley: Greenhill Books, 2021. — 554 p. — ISBN 978-1-78438-648-1.
- Panovski S., Sarakinski V. Memnon, the Strategist (англ.) // Macedonian Historical Review. — Skopje: University of Ss. Cyril and Methodius--Skopje, Faculty of Philosophy, 2011. — Vol. 2. — P. 7—27. — ISSN 1857-7032.